# Китроссер, Исаак Хунович
Исаа́к Ху́нович Китроссе́р (до эмиграции — Китро́сер, фр. Isaac Kitrosser; 27 августа 1899, Сороки, Бессарабская губерния — 10 августа 1984, Париж) — французский фотограф, изобретатель в области фотографии, инженер.

## Биография
Исаак Китросер родился в уездном бессарабском городке Сороки, старшим из трёх сыновей в семье Хуны Исааковича Китросера (1874—1941) и его жены Блюмы Моисеевны (в девичестве Тендлер). Двоюродной сестрой отца была жена и муза скульптора Жака Липшица Берта Моисеевна Китросер (в замужестве Липшиц). Отец, а также его двоюродные братья Осип Моисеевич Китросер и Григорий Моисеевич Китросер, были расстреляны 8 июля 1941 года немецкими оккупантами у въезда в Сороки со стороны Бекировского моста в составе 41 представителя еврейской общественности города; мать погибла в гетто Вертюжан.
Окончил гимназию в Сороках и Электротехнический институт в Праге, затем поселился в Париже. Занимался научной и художественной фотографией (архитектурной, портретной, абстрактной), и одновременно был корреспондентом ряда периодических изданий (агентство Vu, журнал Life). С 1930-х годов пользовался Лейкой. Известен изобретениями в области фотодела, в том числе техникой хромогенных фотографий в ультрафиолетовых и рентгеновских лучах.
В 1930—1938 годах возглавлял фотоотдел в журнале Paris-Soir, в 1940—1955 годах — в журнале Paris-Match. Был иллюстратором серии Bibliothèque de l’amitié парижского издательства G.-T. Rageot. Работал журналистом и инженером-химиком. Член Союза русских дипломированных инженеров во Франции (1968—1978).
В 1944 году одним из первых опубликовал серию фоторепортажей из освобождённых концентрационных лагерей (Camp de Septfonds). Широкую известность приобрёл его фотопортрет актёра Абеля Ганса в образе Иисуса Христа (1930).

### В масонстве
Посвящён в ложу «Астрея» № 500 (Великая ложа Франции) — 11 мая 1962 года, возвышен во 2-ю степень — 8 ноября 1963 года, возведён в 3-ю степень — 16 мая 1965 года. Занимал в ложе офицерские должности: эксперта в 1965 году, казначея в 1968 году. Досточтимый мастер в 1975—1976 годах. Член ложи до 1978 года. Также член ложи «Лотос» № 638 с 1967 года.

### Семья
- Жена — Евгения Бродская.
  - Дочь — Ариана Скарпа.
- Брат — Сэм (Самуэль) Китроссер (Самуил Хунович Китросер, 1912—2000), также был инженером и изобретателем в области фотографии (с 1936 года в США), работал в компаниях Polaroid и Itek, почётный член (Fellow) Общества визуальных наук и технологий (1987)[17][18][19][20]. Среди прочего, разработал для Поляроида систему фотоидентификации Monroe Duo-Camera (1942), Interocular Calculator для стереоскопической фотографии (1952)[21] и цветную фотоплёнку Polacolor (1962), для Itek — фотоаппарат C105 Quad с четырьмя объективами (1961)[22][23][24].
- Брат — Луис Китроссер.

## Публикации
- Paula Chabran. La Catastrophe du Midi. 1 illustration et 6 photos de I. Kitrosser. Paris: Édition Paula Chabran, 1930.
- André Michel. Herbedouce. Photographies de I. Kitrosser. Paris: Éditions de l’amitié: G.-T. Rageot, 1947.
- Claire Huchet. L’Appel du Tour: Illustrations de Serge Kristy; Photographies de I. Kitrosser (спортивная фотография). Paris—Bruxelles: Éditions de l’Amitié G. T. Rageot, 1959.
- Michel-Aimé Baudouy, Isaak Kitrosser. De molen bij het bos. V.A. Kramers, 1961.
- Claude Appell. Un Ami en danger. Photographies de I. Kitrosser. Paris—Bruxelles: Éditions de l’Amitié G. T. Rageot, 1965.
- L. N. Lavolle. Les Clés du désert. Photographies de I. Kitrosser. Paris—Bruxelles: Éditions de l’Amitié, 1967.
- Prestige de la Photographie (editor Arnauld de Fouchier). Band 3: Philippe Fortune Durand / Les archives de la Planete / Paul Lachaize / Francois Aubert / Le Leica (3e partie) / Isaac Kitrosser / Courrier des lecteurs. Paris: EPA, 1977.

## Галерея
- Хромогенная рентгенография (недоступная ссылка) (из коллекции Musée français de la photographie)
- Фотографии Исаака Китроссера Архивная копия от 5 марта 2016 на Wayback Machine
- Фотопортрет актёра Абеля Ганса
- Фотографии 1930-х годов Архивная копия от 17 февраля 2020 на Wayback Machine
- Три фотографии Архивная копия от 4 сентября 2011 на Wayback Machine
- Портрет Луиджи Пиранделло (1929) Архивная копия от 5 марта 2016 на Wayback Machine
- Абстрактная хромогенная композиция (Musée Français de la Photographie)
- Décor lumineux sur les toits du Printemps
- Фотографии в журнале Life (1938) Архивная копия от 30 мая 2016 на Wayback Machine: Сергей Лифарь Архивная копия от 30 августа 2017 на Wayback Machine, Фриц Крайслер Архивная копия от 29 мая 2016 на Wayback Machine, Поцелуй Архивная копия от 27 мая 2016 на Wayback Machine, Мобилизация французских резервистов Архивная копия от 31 мая 2016 на Wayback Machine, Отправка резервистов, Бюллетень о мобилизации Архивная копия от 28 мая 2016 на Wayback Machine, и другие